# Jokkmokks järnvägsstation
Jokkmokks järnvägsstation är en järnvägsstation på Inlandsbanan.
Jokkmokks järnvägsstation ligger på 242 meter meters höjd över havet. Den skyltas ligga 1 250 kilometer från Stockholm, detta mättes längs de järnvägar som gällde under dess första tid, nämligen via Krylbo, Bräcke, Jörn och Arvidsjaur, men på 2010-talet ligger den 1185 km från Stockholm, vilket är via Kramfors och Hoting. Stationen byggdes omkring 1927, och sträckan av Inlandsbanan Porjus–Jokkmokk öppnades för allmän trafik 21 november 1927. Den nordligaste sträckan mellan Gällivare och Porjus var färdig vid årsskiftet 1924/25.
Järnvägssträckan Arvidsjaur–Jokkmokk  var den sista delen av Inlandsbanan, vilken knöt ihop Gällivare i Norra Lappland vid Malmbanan med Kristinehamn i Värmland vid järnvägslinjen mellan Hallsberg och Karlstad och som hade påbörjats redan 1907 med en provisorisk anläggningsbana mellan Gällivare och kraftverksbygget i Porjus och 1913 på sträckan Sveg–Brunflo. I september 1936 skruvades den sista skarven ihop vid Kåbdalis och i augusti 1937 invigdes Inlandsbanan.

## Fotogalleri

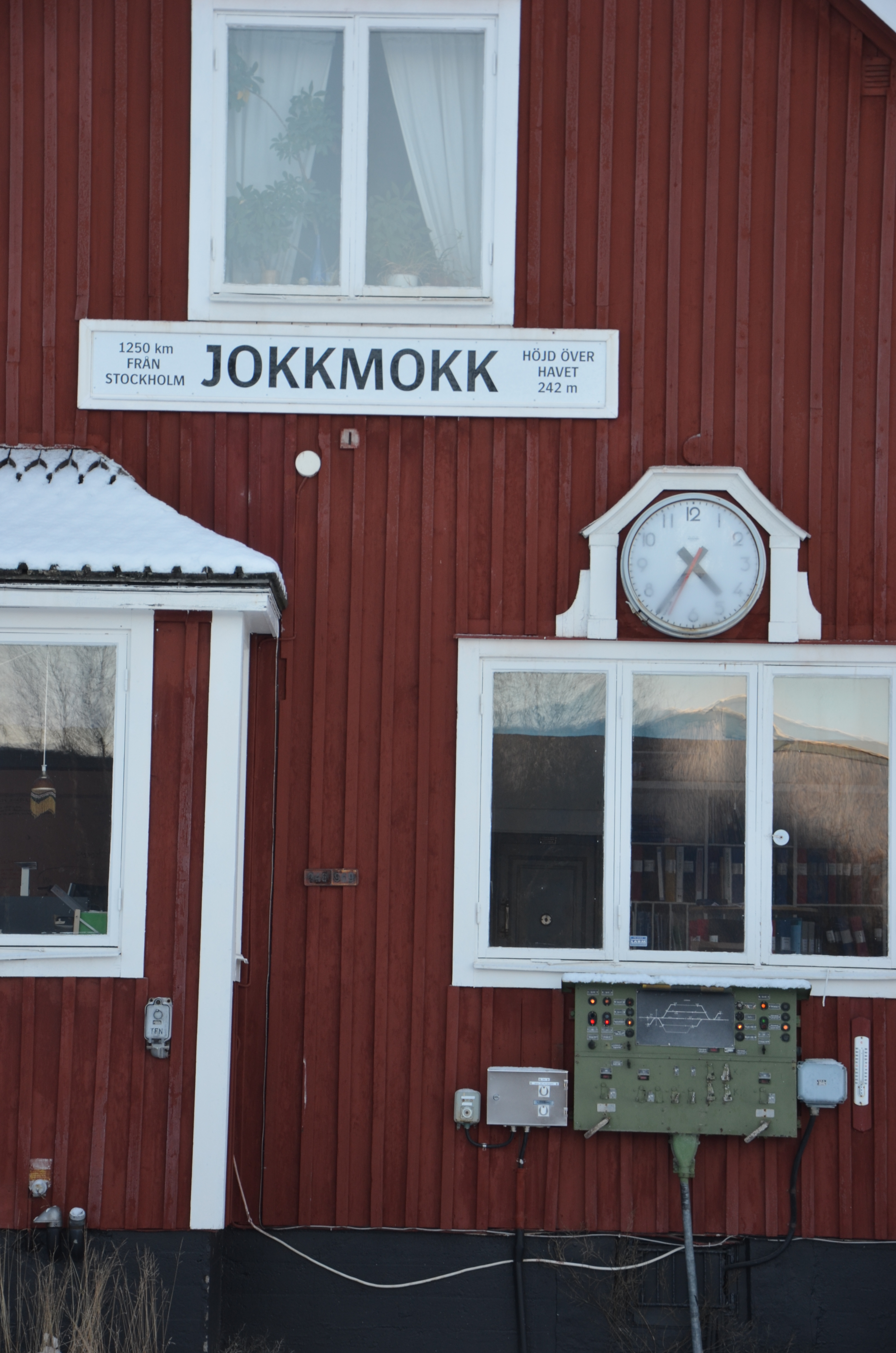
Skylt och klocka på gaveln mot perrongen
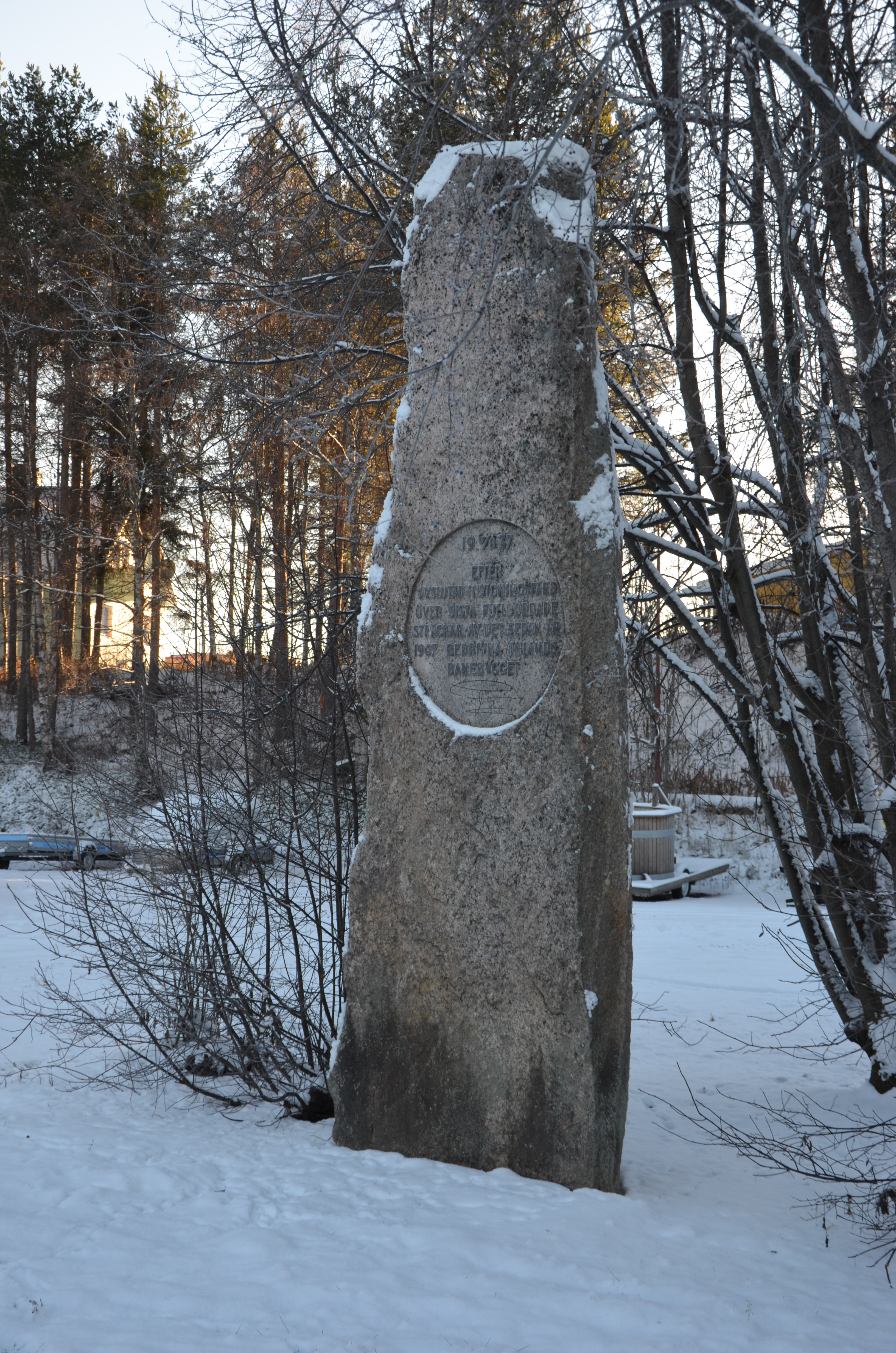
Minnesmärke från invigningen 6 augusti 1937 med inskriften: "Efter avslutad invigningsfärd över sista fullbordade sträckan av det sedan år 1907 bedrivna inlandsbanebygget. Gustav Adolf"